# Saropogon verticalis
Saropogon verticalis är en tvåvingeart som beskrevs av H. Oldroyd 1958. Saropogon verticalis ingår i släktet Saropogon och familjen rovflugor. Inga underarter finns listade i Catalogue of Life.